# 17190 Ретопеццолі
17190 Ретопеццолі (17190 Retopezzoli) — астероїд головного поясу, відкритий 28 листопада 1999 року.
Тіссеранів параметр щодо Юпітера — 3,405.